# Килехвостая косоглазая змея
Килехвостая косоглазая змея, или сурукукурана (Helicops carinicaudus) — неядовитая змея из семейства ужеобразных.
Общая длина достигает 1 м. Голова небольшая, умеренно плоская. Окраска спины серовато-бурая с тёмными продольными полосами вдоль спины. Брюхо жёлтое, покрытое чёрными пятнами.
Ареал разорван. Обитает на востоке и юге Бразилии, в Уругвае, а также в Колумбии.
Предпочитает берега рек, ручьёв, болот. Часто встречается в воде, хорошо плавает. Питается земноводными и рыбой.
Это живородящая змея. Самка рождает до 4-х детёнышей.

## Подвиды
- Helicops carinicaudus carinicaudus
- Helicops carinicaudus triserialis